# Mohsen Kadivar
Mohsen Kadivar (محسن کدیور in persiano; Fasa, 7 giugno 1959) è un filosofo e teologo iraniano.
Sposatosi nel 1981, ha quattro figli.

## Studi e carriera accademica
Completati gli studi primari e secondari a Shiraz in Iran, Mohsen Kadivar è stato ammesso a frequentare i corsi di ingegneria elettronica presso l'Università di Shiraz nel 1977. In quegli anni cominciò ad interessarsi anche di politica che gli costò un arresto nel maggio 1978. Assecondando le sue aspirazioni, nel 1980 cambiò corsi di studi entrando nel Seminario sempre di Shiraz. L'anno dopo si trasferì a Qom per specializzarsi nella fiqh ed in filosofia e fu allievo anche dell'Ayatollah Hossein-Ali Montazeri. Si diplomò prima in ijtihad nel 1997 e poi, nel 1999, conseguì anche il PhD in filosofia e teologia islamica presso Università Tarbiat Modares di Tehran.
Kadivar iniziò, quindi, la sua attività di insegnante prima presso il seminario di Qom (fiqh e filosofia islamica) e poi presso le Università Imam Sadegh, Università Mofid e Università Shahid Beheshti (filosofia e teologia islamiche). Oggi è presso il dipartimento di filosofia dell'Università Tarbiat Modares.
Kadivar collabora frequentemente con diversi quotidiani iraniani (ha all'attivo circa 100 articoli) ed ha pubblicato dodici libri tra cui Teorie dello stato nella fiqh sciita, tradotto anche in arabo. È anche un importante critico della Repubblica islamica iraniana e per questo ha scontato una condanna a 18 mesi presso la prigione Evin di Tehran. Rilasciato il 17 luglio 2000, continua ad impegnarsi in vari movimenti riformatori iraniani.

## Lavori di ricerca e contributi
Dei nove libri pubblicati da Kadivar, quattro trattano di teologia politica e tre di questi sono ordinati in una trilogia:
1. La teoria dello stato nella giurisprudenza sciita
2. Governo per mandato
3. Governo per nomina

### La teoria dello stato nella giurisprudenza sciita
In La teoria dello stato nella giurisprudenza sciita (Nazarrieh haye Doulat dar Figh'h e Shi'eh) Mohsen Kadivar individua un'ampia gamma di opinioni religiose riguardo ai diversi tipi di governo auspicabili o permessi dalla teologia sciita. Ciascuno di questi è introdotto o avvalorato richiamando le opinioni più autorevoli della giurisprudenza sciita.
- Teorie di uno stato basato sulla diretta legittimazione divina
  - "Mandato su nomina del giureconsulto" in materia religiosa (Shari'at) insieme con il mandato monarchico dei potentati musulmani su questioni secolari (Saltanat E Mashrou'eh).

Sostenitori: Mohammad Bagher Majlesi, Mirza ye Ghomi, Seyed e Kashfi, Sheikh Fadl ollah Nouri, Ayatollah Abdolkarim Haeri Yazdi.
- - "Mandato generale su nomina del giureconsulto" (Velayat E Entesabi Ye Ammeh)

Sostenitori: Molla Ahmad Naraghi, Sheikh Mohammad Hassan Najafi (Saheb Javaher) e gli Ayatollah Borujerdi, Golpayegani e Khomeini (prima della rivoluzione)
- - "Mandato generale su nomina del Consiglio delle 'Fonti di imitazione'[1]" (Velayat E Entesabi Ye Ammeh Ye Shora Ye Marje'eh Taghlid)

Sostenitori: gli ayatollah Abdollah Javadi Amoli, Beheshti, Taheri Khorram Abadi
- - "Mandato assoluto su nomina del giureconsulto" (Velayat e Entesabi ye Motlaghe ye Faghihan)

Sostenitore: Ayatollah Khomeini (dopo la rivoluzione)
- Teorie dello stato basate sulla legittimazione divino-popolare
  - "Stato costituzionale" (con il permesso e sotto la supervisione dei giuristi)(Dowlat e Mashrouteh)

Sostenitori: Sheikh Esma'il Mahallati e gli Ayatollah Mazandarani, Tehrani, Tabataba'i, Khorasani, Na'ini
- - "Amministrazione popolare accanto alla supervisione clericale" (Khelafat e Mardom ba Nezarat e Marjaiat)

Sostenitori: Ayatollah Mohammad Bagher Sadr
- - "Mandato elettivo limitato dei giuristi" (Velayat e Entekhabi ye Moghayyadeh ye Faghih)

Sostenitori: Ayatollahs Motahhari, Montazeri
- - "Stato elettivo islamico" (Dowlat e Entekhabi ye Eslami)

Sostenitori: Ayatollah Mohammad Bagher Sadr
- - "Governo collettivo per procura" (Vekalat e Malekan e Shakhsi ye Mosha)

Sostenitori: Ayatollah Mehdi Ha'eri Yazdi
Il significato di questa suddivisione nel contesto politico iraniano contemporaneo è molto importante: la teologia politica shiita, che i religiosi al governo presentano come monolitica, come un obelisco su cui sono incisi i segni del mandato assoluto del giureconsulto "Velayat e Motlaghe ye Faghih", diventa un attraente prisma nelle mani esperte di Kadivar, ammettendo non meno di nove forme di governo distinte, tutte suggerite e sostenute dai più illustri studiosi e testi religiosi.
Dopo aver segnalato una intera gamma di autorevoli possibilità per la società islamica, Kadivar lancia la sua critica della tesi più assolutista tra queste: la teologia dell'Ayatollah Khomeini.

### Governo per mandato
Governo per mandato ("Hokumat e Vela'i"), il secondo volume della serie di ben 432p, Kadivar lo considera preminente nella trilogia oltre che il più accademico che abbia mai scritto.
Il libro contiene un attacco frontale e sicuro alla tesi del "Velayat e Motlagheh ye Faghih" di Khomeini, custodito gelosamente nella Costituzione della Repubblica islamica iraniana.
Il lavoro si sviluppa in due fasi:
- la prima tratta il concetto di Velayat, partendo dal significato letterale del termine e la sua interpretazione nel misticismo (Irfan), nella filosofia (Kalam), nella giurisprudenza (Figh'h), il Qur'an e la tradizione (Sonnat). In ogni esempio Kadivar fa salve le implicazioni politiche del termine, attribuendole, comunque, agli scritti del XVIII e XIX secolo, essenzialmente giuristi come Mohaghegh e Karaki, Shahid Thani e Ahmad Naraghi. Kadivar determina, così, che il concetto non ha meno di un paio di secoli, un'inezia se confrontato alla storia della giurisprudenza sciita.
- la seconda è dedicata all'analisi critica delle prove e delle conferme dei principi del governo su mandato divino. In particolare Kadivar, seguendo le fonti di aggiudicazione nella teologia sciita, riprende e confuta le argomentazioni favorevoli alla Velayat e Faghih trovate nel Corano, nella Tradizione, nel consenso degli Ulama (Ijma) e della Ragione (Aghl). E così conclude:

### Governo per nomina
Il Governo per momina (Hokoumat e Entesabi) è il terzo volume della trilogia ed affronta le conseguenze politiche, il disappunto ed il disincanto che un governo basato sul mandato divino ha comportato.